# Ревала
Ре́вала (эст. Revala), также Ря́вала (эст. Rävala, в Хронике Генриха Латвийского латыш. Revele, в Датской поземельной книге XIII века лат. Reuælæ, также нем. Reval, лат. Revel, Revelensis provincie, Revalia, позже у разных авторов Revelä, Rivälä, Räbala) — историческая область (мааконд) на территории современной Эстонии.

## География
Находилась на северо-востоке Эстонии. Охватывала приблизительно территорию современного уезда Харьюмаа (за исключением его юго-восточной части) и земли волости Ныва (уезд Ляэнемаа). Состояла из древних приходов Repel, Ocrielæ и Vomentakæ (эст. Võhmataga). 
В начале XIII века площадь области составляла 1600 гаков.

## История
Эстонские исследователи считают, что Ревала возникла из племенных земель примерно в конце X века.
По мнению лингвистов Института эстонского языка, эта область упоминается в письменных источниках VII или VIII века как Rifargicam, Rifaricas и Riffarricam.
Название, по всей вероятности, происходит от названия деревни Ребала (эст. Rebala, в 1241 году она упоминается как лат. Reppel), которая также дала своё название древнему приходу Ребала (эст. Rebala muinaskihelkond). 
В 1220–1221 годах в Ревала были основаны церковные приходы Йыэляхтме (эст. Jõelähtme kirikukihelkond), Кейла (эст. Keila kirikukihelkond) и Куусалу  (эст. Kuusalu kirikukihelkond), между 1224 и 1241 годами — приход Васкъяла (эст. Vaskjala kirikukihelkond) или Юри (эст. Jüri kirikukihelkond). В середине XIII века Ревала слилась с исторической областью Харью.